# Crataegus florifera
Crataegus florifera es una especie de planta del género Crataegus, perteneciente a la familia Rosaceae.

## Taxonomía
Crataegus florifera fue descrita por Charles Sprague Sargent en 1908.

## Distribución
Se encuentra en el territorio de Nueva York y Ontario.